# لدیش‌بنیه
لدیِش‌بِنیِه (به مجاری:  Legyesbénye) یک منطقهٔ مسکونی در مجارستان است که در ناحیه سرنچ واقع شده‌است.